# チェンタウロII MGS 120/105
チェンタウロII MGS 120/105（Centauro II MGS 120/105、MGS:Mobile Gun System）はイヴェコ・オート・メラーラ・コンソーシアム（CIO）がイタリア陸軍向けにチェンタウロIIの名称で製造する対戦車装甲車。世界初の8輪駆動対戦車装甲車であるチェンタウロ戦闘偵察車の直接の進化形である。
この新型車両では即席爆発装置（IED）に対する抗堪性を高めるために全面的に再設計され、車体は部分ごとに異なる形状を有する耐弾性鋼高強度モノコックで作られている。爆弾のエネルギーをそらすために車体底部はV字型をしているとともに、ホイールアーチや泥除けは設けられていない。さらに300kg軽量になっている。

## 来歴
チェンタウロII装甲車は、イタリアの国土防衛のために展開されたイタリア軍旅団の機動力を改善することを目的として、冷戦下のイタリア陸軍の要求に応じて誕生したチェンタウロ戦闘偵察車の当然の進化形として提案された。
ベルリンの壁の崩壊とそれに続く広範な変化によって、チェンタウロは平和維持活動、紛争予防、人道的活動および古典的な運用シナリオと言った、設計時の想定を超えた状況で運用されることになった。
チェンタウロはイタリア軍だけではなく、スペイン、ヨルダンおよびオマーンの軍隊にも供給されており、顧客からのさまざまな要求を満たすためにさまざまバージョンが製造されてきた。

## 特徴
チェンタウロII装甲車は、産・軍の緊密な共同作業の結果、完全なディジタルアーキテクチャーを備えている。この結果が、国家安全保障のための防衛任務から自然災害後の住民支援活動、支援活動や平和維持活動、その他軍隊が介入を求められるあらゆる作戦地域まで、あらゆるシナリオで活動できる新世代の装甲車両に結実した。チェンタウロIIに搭載されたレオナルド社の革新は指揮官と砲手用の最新世代の電子光学機器、ATTILA DパノラマペリスコープおよびLothar SD照準装置、6種類の無線機とSICCONA指揮制御システムなどの一連の通信システムを備えた新しい砲塔から始まっている。これらの革新的な技術により、戦場での相互運用性と情報の可用性を最大限に高めることがでる。運用の柔軟性を高め、乗員を最大限に保護するための遠隔操作式砲塔ヒットロールライトと、即席爆発装置の遠隔起動を抑制するジャマーH3を搭載している。
チェンタウロIIには先代のチェンタウロと同様の52口径105mm砲か、車両に最新のNATO標準砲弾を使用して、最も近代的な戦車同等の火力を最新世代の45口径120mm滑腔砲を装備することができる。高度の防御装甲、大口径砲および広範囲の装置を搭載するにもかかわらず、チェンタウロIIの砲塔は非常に軽量であり、車両の搭載力おおび機動力を損なうことはない。
チェンタウロIIは533kW（720hp）の出力と2,500Nmのトルクを発揮するイヴェコ社のVECTOR ８Vシリーズの20リットルエンジン（ユーロ3対応）を搭載し、前進7速後退1速のZF Ecomat 7HP902自動変速機が組み合わされている。
イタリア陸軍向けのチェンタウロIIの調達価格は1両あたり670万ユーロである。
地雷や即席爆発装置に対する防御力を高めるために車体底部はV字型とされ、砲塔同様に効果的な装甲が施されている。先行モデルと比較して特筆すべきは、外部に設置したカメラによる「間接視界」のみで運転できるシステムの採用を決定したことである。また、新世代のエンジンに新しい自動変速機、電子制御ブレーキシステムなどを開発し、最高の機動性を実現している。
2020年10月に、計画された150両のチェンタウロIIのうちの96両が発注された。
2022年にはブラジル陸軍に、米国GDLSのLAV-700AGと中国兵器工業集団のST1-BRを下して98両の採用が確定（最大で228両）した。他候補に比べすでに採用・現地生産されているVBPT-MRと28.5%のパーツが共用であることから有利と予測されており、加えて砲塔部のオフセット生産が採用理由とされる。
2024年6月27日、イタリア陸軍に対し合計150両チェンタウロⅡの納入が完了した
|          | AMX-10RC                          | ルーイカット         | チェンタウロ          | M1128 MGS                         | 11式装輪突撃車                  | 16式機動戦闘車                    | チェンタウロII                         |
| -------- | --------------------------------- | -------------------- | --------------------- | --------------------------------- | ------------------------------- | --------------------------------- | -------------------------------------- |
| 画像     |                                   |                      |                       |                                   |                                 |                                   |                                        |
| 全長     | 6.24 m                            | 8.20 m               | 7.40 m                | 6.95 m                            | 8.00 m                          | 8.45 m                            | 7.40 m                                 |
| 全幅     | 2.95 m                            | 2.90m                | 3.05 m                | 2.72 m                            | 3.00 m                          | 2.98 m                            | 3.12 m                                 |
| 全高     | 2.60 m                            | 2.80 m               | 2.73 m                | 2.64 m                            | 約3.00 m                        | 2.87 m                            | 3.65 m                                 |
| 重量     | 17 t                              | 28.8 t               | 26 t                  | 18.77 t                           | 20 t                            | 約26 t                            | 30 t                                   |
| 最高速度 | 85 km/h                           | 120 km/h             | 108 km/h              | 100 km/h                          | 100 km/h                        | 100 km/h                          | 110 km/h                               |
| 乗員数   | 4名                               | 4名                  | 4名                   | 3名                               | 4名                             | 4名                               | 4名                                    |
| 主武装   | 48口径105mmライフル砲             | 62口径76mmライフル砲 | 52口径105mmライフル砲 | 51口径105mmライフル砲             | 105mmライフル砲                 | 52口径105mmライフル砲             | 45口径120mm滑腔砲 ないし 52口径105mm砲 |
| 副武装   | 12.7mm重機関銃M2×1 7.62mm機関銃×1 | 7.62mm機関銃×2       | 7.62mm機関銃×2        | 12.7mm重機関銃M2×1 7.62mm機関銃×1 | 12.7mm重機関銃×1 7.62mm機関銃×1 | 12.7mm重機関銃M2×1 7.62mm機関銃×1 | 7.62mm機関銃 ないし 12.7mm重機関銃     |

## ギャラリー

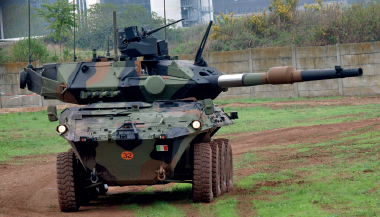
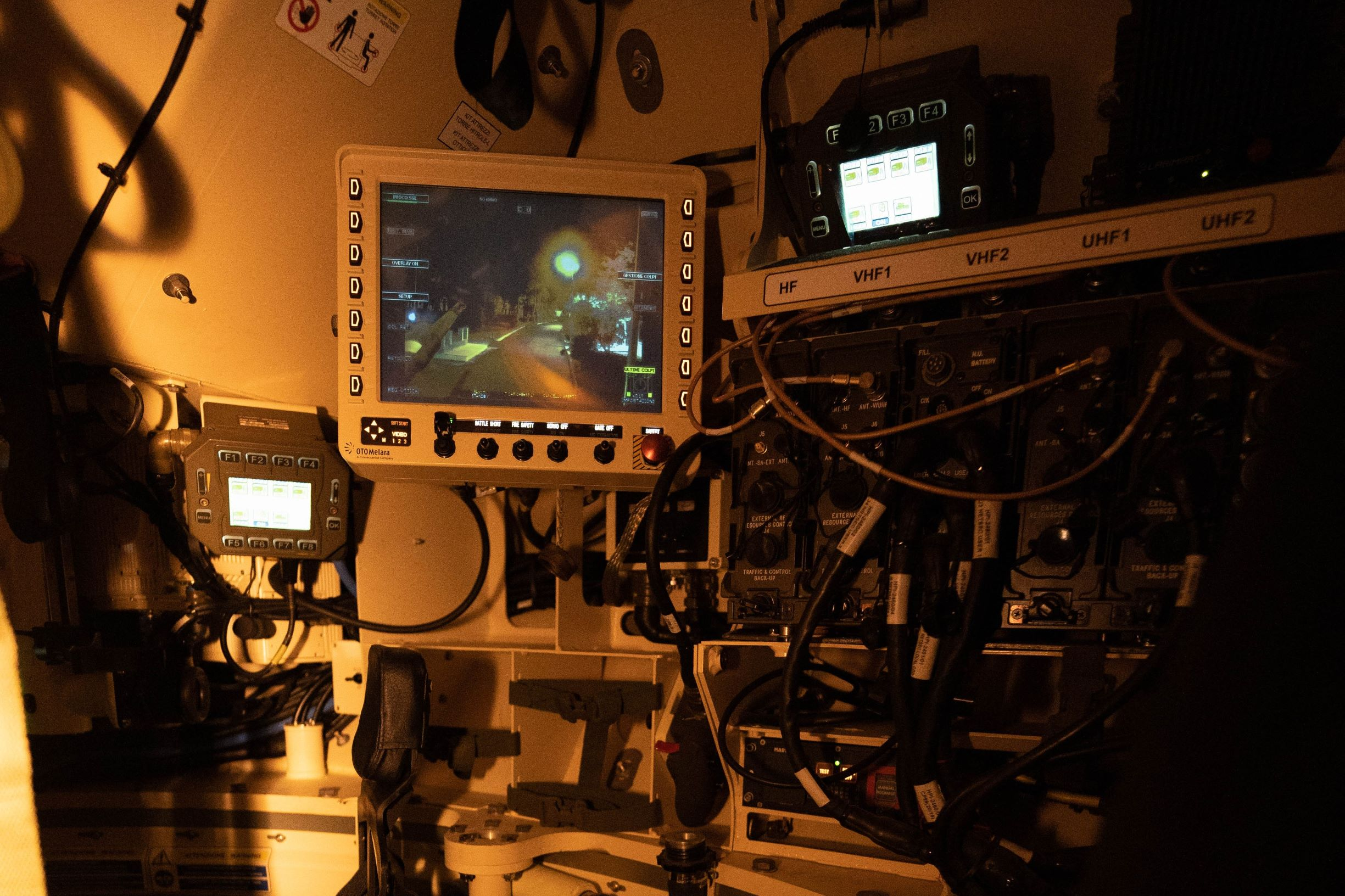
砲手席コンソール